# Hammudiden
De Hammudiden waren een Arabische dynastie in Al-Andalus. De Hammudiden waren afstammelingen van de Arabische Banu Hammud. Deze stamde af van de stichter van de dynastie der Idrisiden, wiens voorouders zich gevestigd hadden in het westelijke Rifgebergte.
Idris ibn Abdallah, was de stichter van de Idrisidische dynastie en achterkleinkind van Hasan, zoon van Fatimah en Ali en kleinzoon van de islamitische profeet Mohammed. Toen Sulayman ibn al-Hakam Andalusisch land aan zijn Berberse bondgenoten uitdeelde, kregen twee leden van de Hammudidische familie het gouverneurschap over Algeciras, Ceuta en Tanger. De Hammudiden kregen zo de controle over het verkeer door de Straat van Gibraltar en daardoor plotseling machtig. De Hammudidische gouverneur van Ceuta Ali ibn Hammud al-Nasir, die beweerde op te treden namens de onttroonde Hicham II, trok in 1016 op naar Córdoba, waar hij tot kalief werd gekroond.
Hammudische machthebbers in islamitisch Spanje:
- Córdoba (1016-1018: Ali ibn Hammud, 1018-1021: al-Qasim, 1021-1022: Yahya al-Mutali, 1022-1023: al-Qasim)
- Sevilla (1016, al-Qasim)
- Algeciras (1039–58: al-Qasim en erfgenamen)
- Málaga (1022-1057:Yahya al-Mutali en erfgenamen)
- Melilla

In 1056 werd de laatste Hammudidische kalief onttroond en verloor hij Málaga aan de Ziriden van Granada, die tot dan toe de belangrijkste aanhangers van de Hammudiden waren geweest. De Hammudidische familie werd toen gedwongen zich in Ceuta te vestigen. Ze staan bekend als de Amara Hammou en wonen voornamelijk in Noord-Marokko en de regio van Rabat.